# Concordia Township (Iowa)
Concordia Township est un township, du comté de Des Moines en Iowa, aux États-Unis,.

## Source de la traduction
- (es) Cet article est partiellement ou en totalité issu de l’article de Wikipédia en espagnol intitulé « Municipio de Concordia (condado de Des Moines, Iowa) » (voir la liste des auteurs).